# Uczniowski klub sportowy
Uczniowski klub sportowy – szczególny rodzaj klubu sportowego, który m.in. zajmuje się szkoleniem młodzieży.
Członkami uczniowskiego klubu sportowego mogą być w szczególności uczniowie, rodzice i nauczyciele.

## Historia
Pierwsze UKS powstały w 1994 roku. Ich pomysłodawcą był prezes PKOl, Stanisław Stefan Paszczyk.
Wielkim zaangażowaniem w rozwój UKSów wykazał się przewodniczący Sejmowej Komisji ds. Młodzieży, Kultury Fizycznej i Sportu; Marek Wielgus. Był on, wraz z Lesławem Ćmikiewiczem, jednym z pierwszych założycieli UKSów oraz inicjatorem zorganizowania turnieju mini piłki nożnej dla dzieci, zrzeszonych w UKS-ach. Taki turniej to obecny Turniej im. Marka Wielgusa.

## Zasady tworzenia UKS
Aby założyć UKS potrzeba:
- zebrać 7 dorosłych chętnych do założenia Klubu,
- zorganizować zebranie założycielskie Klubu,
- złożyć wymagane dokumenty w Starostwie Powiatowym[3].